# عبد الله شاه
عبد الله شاه هو قاتل متسلسل أفغاني، ولد في 22 فبراير 1945، وتوفي في 20 أبريل 2004 في كابل في أفغانستان بسبب إعدام رميا بالرصاص.